# Oltfelsősebes
Oltfelsősebes (románul: Sebeșu de Sus, németül Ober-Schewesch) falu Erdélyben, Szeben megyében. Közigazgatásilag Rákovica községhez tartozik.

## Fekvése
A megye déli részén, az Olt folyó partján fekszik, Rákovica mellett.

## Lakossága
1910-ben 1 002 lakosából 995 román, 6 magyar és 1 német volt. A trianoni békeszerződésig Szeben vármegye szebeni járásához tartozott.
2002-ben 742 román lakosa volt.